# David Sassoli
David Maria Sassoli (født 30. maj 1956 i Firenze, død 11. januar 2022) var en italiensk journalist og socialdemokratisk politiker (Partito Democratico). Han blev valgt til Europa-Parlamentet første gang i 2009, og var parlamentets næstformand fra 2014 til 2019. Sassoli blev 3. juli 2019 valgt til Europaparlamentets formand og havde posten til sin død i 2022.
Sassoli var journalist, blandt andet ved avisen Il  Giorno og fjernsynskanalen RAI. Han var i perioden 1996-1997 vært på fjernsynsprogrammet La cronaca in diretta på RAI 2, og blev for dette kåret som Italiens bedste reporter. I 2012 stilede han op til valget som borgmester i Rom, men tabte til Ignazio Marino. Sassoli var kendt som en liberal katolik. Han var gift og havde to børn.
Sassoli døde 11. januar 2022 på et sygehus i Aviano i provinsen Pordenone hvor han havde været indlagt siden 26. december 2021.